# Bitter, Sweet & Beautiful
『Bitter, Sweet & Beautiful』（ビター・スウィート・アンド・ビューティフル）は、RHYMESTERの9枚目のアルバム。2015年7月29日にstarplayers Records（JVCケンウッド・ビクターエンタテインメント）より発売された。

## 概要
starplayers Records移籍後初のアルバム。通常盤のほか、ライブ映像やミュージック・ビデオが収録されたBlu-ray Discを同梱した初回限定盤A、DVDを同梱した初回限定盤Bの3種が発売された。
最初のミーティングは前作「ダーティーサイエンス」制作終了後の2013年1月で、およそ2年の歳月をかけた作品となった。「アゲ曲なしで、音楽的に正しいアルバム」を作ることをテーマにしていたが、レーベル移籍もあり、いろいろな葛藤があった。しかし、移籍後に発表した「Still Changing」が評判良く、「やっぱり間違ってなかった」と思いアルバムは最初に思い描いた通りのコンセプト作に決まった。
Mummy-Dは「アルバムの制作を始めたころから『ビューティフル』というキーワードは常にあった。音楽的なトーンを意味するものでもあるし、リリック面での理想の生き方を示すものでもある。ヘイトスピーチが問題になり始めてて、本当にイヤだよね、みたいな話から『ビューティフル』という言葉が出てきたんじゃなかったかな。みんながみんな自分の正しさを主張して、何が正しいのかを見つけるのが難しい時代になってきている中で、『美しくありたい、美しくあろう』と思うことはやっぱり大切だし、拠り所にして間違いないだろうと思った」。DJ JINは「単に『ビューティフル』と言っても、そこには必ず歪さや汚しの要素も入ってて。それこそ『ダーティーサイエンス』にだって美しさはあるし、反語も一体化しての『ビューティフル』というニュアンスも含まれている」。宇多丸は『Bitter, Sweet』に『Beautiful』を入れることで焦点がボケるという迷いがあったが、第3の要素で謎かけを入れることでタイトルを見た人がこの作品の深みにハマろうかな、という気持ちになるんじゃないかと思い、また、ピチカート・ファイヴの小西康陽が2002年にリリースしたアルバム『戦争に反対する唯一の手段は。-ピチカート・ファイヴのうたとことば-』で引用した吉田健一の言葉「戦争に反対する唯一の方法は、各自の生活を美しくして、それに執着することである」を思い出したりしたという。

## 収録曲

### Disc 1 / CD
| #         | タイトル                                                        | 作詞                    | 作曲            | Produced by     | 時間  |
| --------- | --------------------------------------------------------------- | ----------------------- | --------------- | --------------- | ----- |
| 1.        | 「Beautiful - Intro」                                           | -                       | DJ JIN、SWING-O | DJ JIN、SWING-O | 0:47  |
| 2.        | 「フットステップス・イン・ザ・ダーク」                          | 宇多丸、Mummy-D         | PUNPEE          | PUNPEE          | 3:05  |
| 3.        | 「Still Changing」                                              | 宇多丸、Mummy-D         | BACHLOGIC       | BACHLOGIC       | 3:35  |
| 4.        | 「Kids In The Park feat. PUNPEE」(Strings Arrangement: Sugbabe) | 宇多丸、Mummy-D、PUNPEE | PUNPEE          | PUNPEE          | 3:39  |
| 5.        | 「ペインキラー」                                                | 宇多丸、Mummy-D         | KREVA           | KREVA           | 3:25  |
| 6.        | 「Beautiful - Interlude」                                       | -                       | DJ JIN, SWING-O | DJ JIN、SWING-O | 0:43  |
| 7.        | 「SOMINSAI feat. PUNPEE」                                       | 宇多丸、Mummy-D、PUNPEE | PUNPEE          | PUNPEE          | 4:21  |
| 8.        | 「モノンクル」                                                  | 宇多丸、Mummy-D、PUNPEE | PUNPEE          | PUNPEE          | 4:14  |
| 9.        | 「ガラパゴス」                                                  | 宇多丸、Mummy-D         | BACHLOGIC       | BACHLOGIC       | 4:33  |
| 10.       | 「The X-Day」                                                   | 宇多丸、Mummy-D         | Mr. Drunk       | Mr. Drunk       | 4:18  |
| 11.       | 「Beautiful」                                                   | 宇多丸、Mummy-D         | DJ JIN、SWING-O | DJ JIN、SWING-O | 5:19  |
| 12.       | 「人間交差点」                                                  | 宇多丸、Mummy-D         | DJ JIN          | DJ JIN          | 3:55  |
| 13.       | 「サイレント・ナイト」                                          | 宇多丸、Mummy-D         | PUNPEE          | PUNPEE          | 3:48  |
| 14.       | 「マイクロフォン」                                              | 宇多丸、Mummy-D         | BACHLOGIC       | BACHLOGIC       | 4:20  |
| 合計時間: | 合計時間:                                                       | 合計時間:               | 合計時間:       | 合計時間:       | 50:02 |

### Disc 2 / Blu-ray / DVD
副音声はRHYMESTER三人による「元祖・生（ビール）コメンタリー」
| #         | タイトル                                                    | 作詞  | 作曲・編曲 | 時間  |
| --------- | ----------------------------------------------------------- | ----- | ---------- | ----- |
| 1.        | 「Still Changing」(Music Video)                             |       |            | 3:38  |
| 2.        | 「人間交差点」(Music Video)                                 |       |            | 3:57  |
| 3.        | 「"6 minutes of #nkfes"」(人間交差点 2015 ダイジェスト映像) |       |            | 6:01  |
| 4.        | 「SOMINSAI feat.PUNPEE」(Live at 人間交差点 2015)           |       |            | 20:34 |
| 合計時間: | 合計時間:                                                   | 34:10 |            |       |

### 解説
1. 「Beautiful - Intro」
最初からこの楽曲と「Beautiful - Interlude」を収録するつもりはなかったという。あえてダメ押しで「美しさ」や「正しさ」に関することを曲にしないと届かないと思ったが、同じことばっかりラップしてる、と言われかねないため、「まとめの曲をつくろう」と宇多丸が提案し、筋が通っているものに枠を付けたみたいな感じで制作した[5]。
2. 「フットステップス・イン・ザ・ダーク」
自由な発想でどんなものが出してくるかを見るために、PUNPEEにはアルバムのテーマを一切伝えなかったところ、制作したトラックには『This is my beautiful life』という言葉が入っていたため、因縁めいたものを感じたという。リリックに関しては、RHYMESTERは参考になるアーティストもいなければ、先輩もいない、どこを走っているのかわからないけど、走り続けなければいけない。自分の前は暗闇だけど、足跡の方は七色の虹になっているようなイメージ。それは音楽に限らず、モノを作る人はみんなそうだよな、と思い歌詞にした[4]。
3. 「Still Changing」
13thシングル。
4. 「Kids In The Park feat. PUNPEE」
最初にPUNPEEが送ったトラックにこの楽曲は入っておらず、PUNPEEはもう一曲だけ自信作を作りたいため「もうちょっと待ってください、もうちょっと時間をください」と言い、2015年3月になってようやく届いた。トラックを聴いたMummy-Dは完成度の高さから、PUNPEE名義の作品にしたほうがいいと思い、「君の代表曲になるトラックだよ」と言ったが、PUNPEEは「どうしてもRHYMESTERにやってほしいんです」と答えたという。Mummy-Dは「もうレコーディングの期限がギリギリのとこまで来てたから、今回は間に合わないかもしれないって伝えたら、どうしても今回のアルバムに入れてください、ってい言うんだよ。だからもう滑り込みで作っていったんだ」[5]。
5. 「ペインキラー」
本アルバムで最初に制作した曲。宇多丸とMummy-DでKREVAのライブを見に行った際に、「KREVAのメロウネスみたいなものっていいよね」「アルバム『心臓』みたいにアゲ曲がないくらいのもいいよね」という話をし、KREVAにオファーしたところ快諾され、6曲くらい送ってくれたものからこの楽曲が選ばれた[4]。
6. 「Beautiful - Interlude」
7. 「SOMINSAI feat. PUNPEE」
タイトルの元ネタは黒石寺蘇民祭。ちょうど映画「WOOD JOB!〜神去なあなあ日常〜」を観たタイミングで、日本の奇祭の話になり、蘇民祭的なことを歌おう、と言っていたが、最終的に蘇民祭そのものの歌になった[5]。
8. 「モノンクル」
PUNPEEのトラックに書かれていた仮タイトルは「Tony Starks」で、テーマは「イケているおじさんがふざけてる感じ」[5]。
9. 「ガラパゴス」
為末大が「どんなに頑張っても日本で生まれ育った人がヒップホップをやるとどこか違和感がある」と発言したことに対し、なんでよく知りもしないことに言及するんだろうと憤り、RHYMESTERがずっと戦ってきた部分でもあったため、「まだこれかよ…」と思ったという。過去にニューヨークでレコーディングした際も、現地のラッパーから「お前たちは何を歌っているんだ?」とは聞かれたが、「お前らがヒップホップやるなんておかしい」なんて言われず、逆に受け入れられたことから、なぜ全然関係ない連中からこんなことを言われなければならないんだろうと思った。もうこんなことを二度と歌いたくないから、本当にこれで最後にしたいと思い制作した[5]。
10. 「The X-Day」
ヘイトスピーチがテーマ。前作レコーディング終盤時には「こんなことを歌おうよ」と言っていたという[5]。
11. 「Beautiful」
  - 制作の終盤でMummy-Dがドリーミーで昔のディズニー映画みたいな感じのトラックが欲しい、と言ったため、SWING-Oがさまざまなパターンを制作し、Mummy-Dがその中から拾い出すという作業を行った。Mummy-Dは「オケが素晴らしすぎて言葉を乗せるのが難しかった。変な言葉入れちゃうとキレイごとになっちゃうし。アンドロイドっぽい声を入れたことでなんとかなった」[5]。
12. 「人間交差点」
13thシングル。
13. 「サイレント・ナイト」
PUNPEEが付けていた仮タイトルは「Last Holiday」[5]。カノン進行を使用していることについてMummy-Dは「フレッシュなもの作るためには危ない橋を渡っていこう、っていうのはあった」[2]。
14. 「マイクロフォン」
リードシングル候補として書かれたため、アルバムの頭に置くか、最後に出すかしか置き場がなかったという。最後のトラックはこの楽曲か「サイレント・ナイト」にするか迷ったが、この並びで正解だったとMummy-Dは振り返っている[5]。